# Редкино (Ленинградская область)
Ре́дкино — деревня в Сабском сельском поселении Волосовского района Ленинградской области.

## История
Впервые упоминается в Писцовой книге Водской пятины 1500 года как сельцо Редкино в Ястребинском Никольском погосте Копорского уезда.
На карте Ингерманландии А. И. Бергенгейма, составленной по шведским материалам 1676 года, оно обозначено как село Retkino.
На шведской «Генеральной карте провинции Ингерманландии» 1704 года обозначены: часовня Rätkina Capel и мыза Rättkina hof.
Как мыза Ряткина она обозначена на «Географическом чертеже Ижорской земли» Адриана Шонбека 1705 года.
Мыза Репкина упомянута на карте Ингерманландии А. Ростовцева 1727 года.
На карте Санкт-Петербургской губернии Я. Ф. Шмидта 1770 года она отмечена как мыза Реткинская .
На карте Санкт-Петербургской губернии Ф. Ф. Шуберта 1834 года — как деревня Редькина.

РЕТКИНА — мыза принадлежит братьям Сахаровым, число жителей по ревизии: 63 м. п., 86 ж. п. В оной:

а) Церковь каменная во имя Святой Живоначальной Троицы

б) Винокуренный завод

в) Лесопильный завод

г) Мукомольная мельница (1838 год) 

На карте профессора С. С. Куторги 1852 года она обозначена как мыза Редькина .

РЕДКИНО — мыза владельческая при реке Вруде, по 2-й Самерской дороге, число дворов — 10, число жителей: 53 м. п., 31 ж. п.; Церковь православная. (1862 год) 

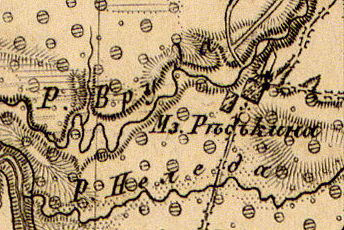
Мыза Редкино на карте 1863 года

Согласно карте из «Исторического атласа Санкт-Петербургской Губернии» 1863 года мыза называлась Редькина.
Согласно данным 1867 года ярмарка при мызе Редкине проводилась 1 августа.
Согласно материалам по статистике народного хозяйства Ямбургского уезда 1887 года мыза Редкино площадью 22 165 десятин принадлежала наследникам дворянина А. И. Сахарова, мыза была приобретена до 1868 года. В мызе имелись рыборазводный и пильный заводы. Харчевня, мельница и кузница сдавались в аренду.
В конце XIX — начале XX века деревня административно относилась к Редкинской волости 1-го стана Ямбургского уезда Санкт-Петербургской губернии.
По данным «Памятных книжек Санкт-Петербургской губернии» за 1900 и 1905 годы мызой Редкино площадью 17 395 десятин, владели потомственные почётные граждане, сыновья статского советника, Николай и Александр Александровичи Богдановы, кроме того Александру Богданову принадлежал, находящийся в селе Редкино единственный в Ямбургском уезде конский завод. В мызе Редкино располагалось почтово-телеграфное отделение.
С 1917 по 1924 год посёлок Редкино входил в состав Рединского сельсовета Редкинской волости Кингисеппского уезда.
С 1924 года в составе Сабского сельсовета.
Согласно данным переписи населения СССР 1926 года в деревне Редкино Сабского сельсовета Редкинской волости Кингисеппского уезда проживал 101 человек, большинство русские, а также эстонцы и латыши.
С февраля 1927 года в составе Молосковицкой волости. С августа 1927 года в составе Слепинского сельсовета Молосковицкого района.
С 1931 года в составе Волосовского района.
По данным 1933 года посёлок Редкино входил в состав Слепинского сельсовета Волосовского района.

Посёлок Редкино на карте 1940 года

Согласно топографической карте РККА 1940 года посёлок насчитывал 28 дворов. В посёлке находились: церковь, почта и лесничество. На реке Вруде стояла водяная мельница.
Посёлок был освобождён от немецко-фашистских оккупантов 31 января 1944 года.
С 1954 года в составе Волновского сельсовета.
С 1963 года в составе Кингисеппского района.
С 1965 года вновь в составе Волосовского района. В 1965 году население посёлка Редкино составляло 103 человека.
По данным 1966 года в составе Сабского сельсовета находились посёлок Редкино и деревня Редкино.
По данным 1973 и 1990 годов в состав Сабского сельсовета Волосовского района входила только деревня Редкино.
В 1997 году в деревне Редкино проживал 31 человек, деревня относилась к Сабской волости, в 2002 году — 34 человека (русские — 97 %), в 2007 году — 29, в 2010 году — 25 человек.

## География
Деревня расположена в юго-западной части района на автодороге 41А-186 (Толмачёво — автодорога «Нарва»).
Расстояние до административного центра поселения — 3 км.
Расстояние до ближайшей железнодорожной станции Молосковицы — 37 км.
Деревня находится на левом берегу реки Вруда.

## Демография
| 1838 | 1862 | 1997 | 2002 | 2007 | 2010 | 2014 |
| ---- | ---- | ---- | ---- | ---- | ---- | ---- |
| 149  | ↘84  | ↘31  | ↗34  | ↘29  | ↘25  | →25  |
| 2017 |      |      |      |      |      |      |
| ↗31  |      |      |      |      |      |      |

### Национальный состав
Согласно данным Всероссийской переписи населения 2021 года в деревне проживали 46 человек, из них:
 русские — 44, грузины — 1, эстонцы — 1 человек.

## Фото

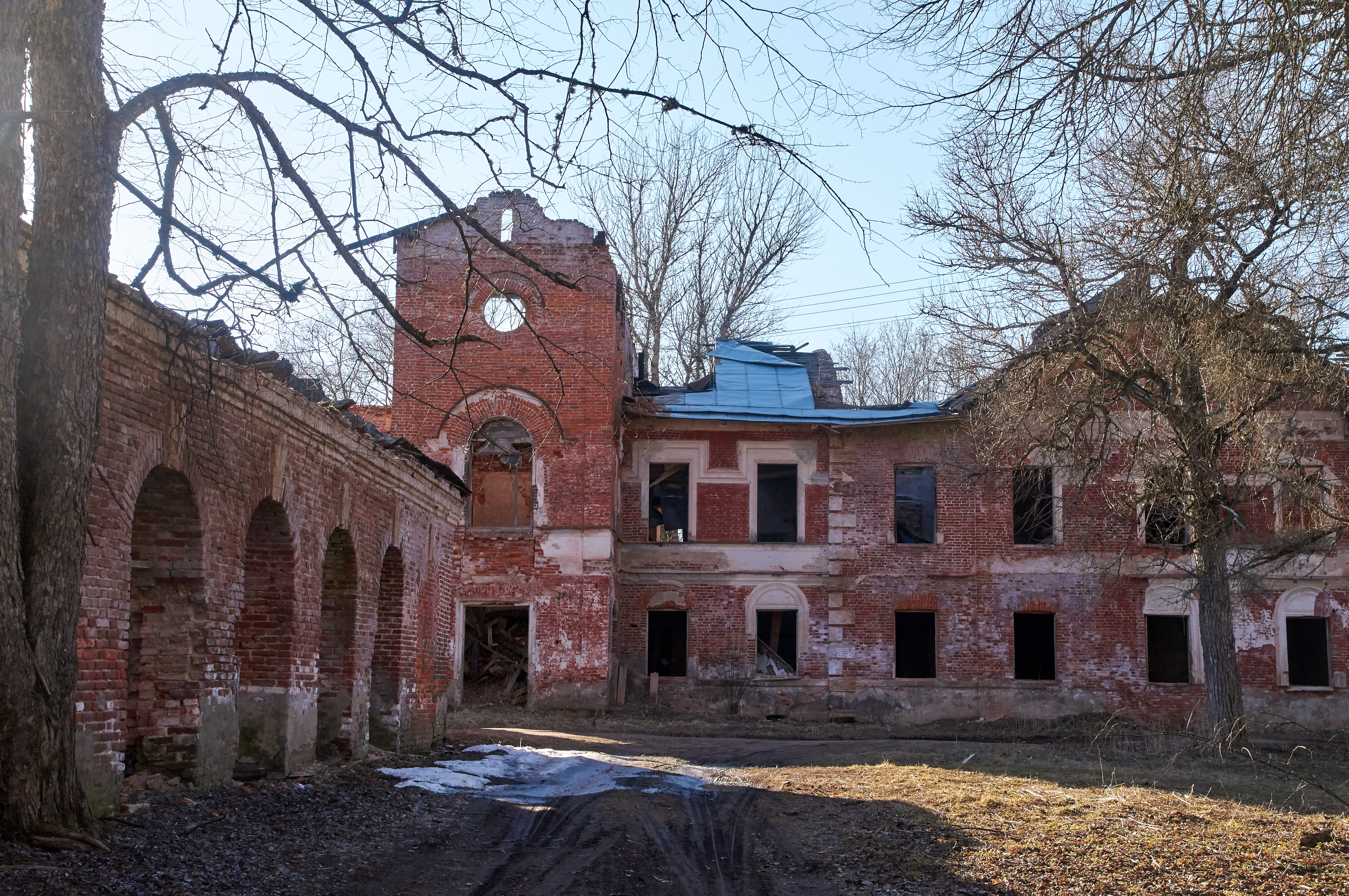
Руины усадьбы «Редкино»
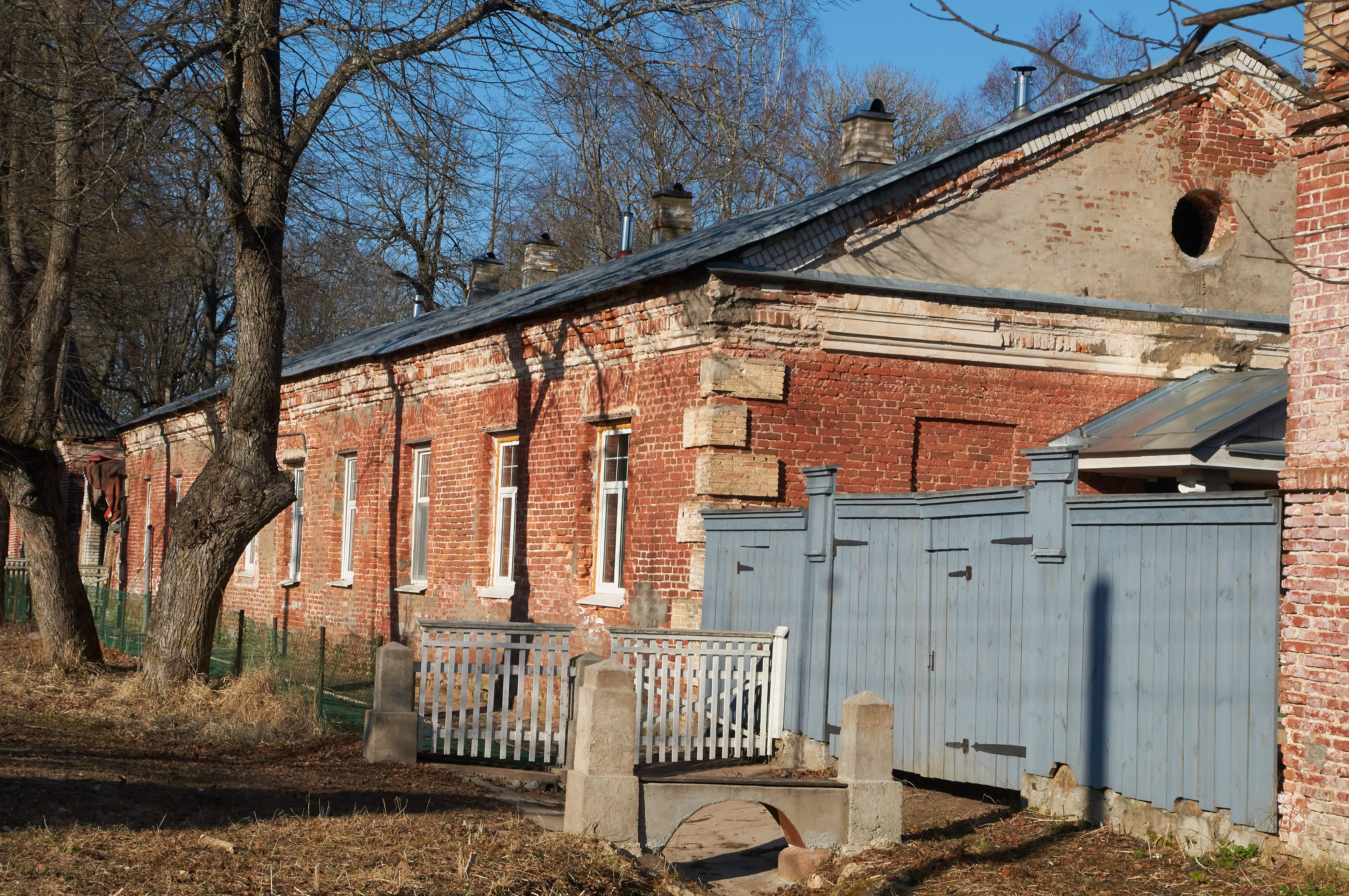
Усадьба Редкино. 2017 год
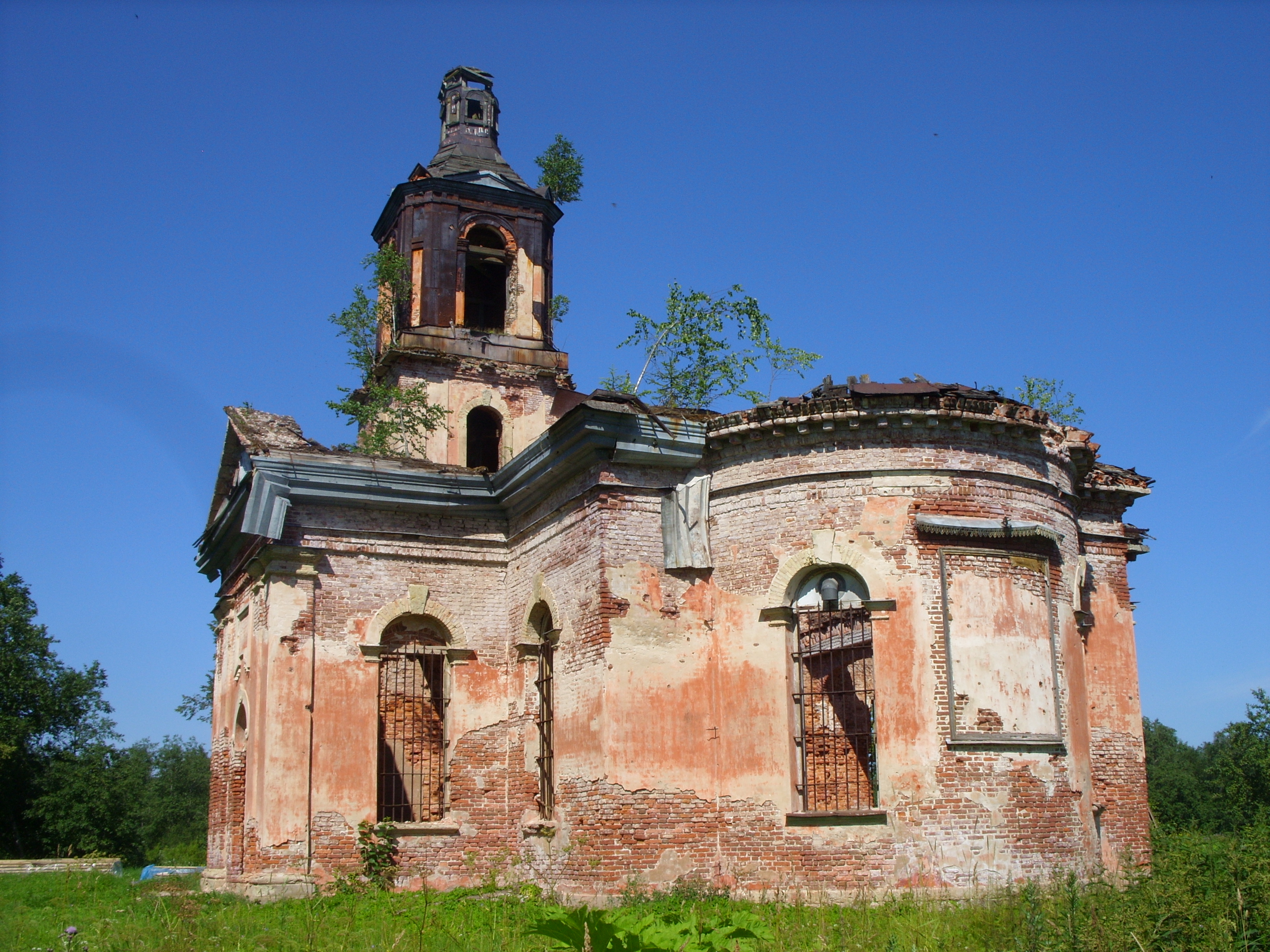
Церковь Троицы Живоначальной
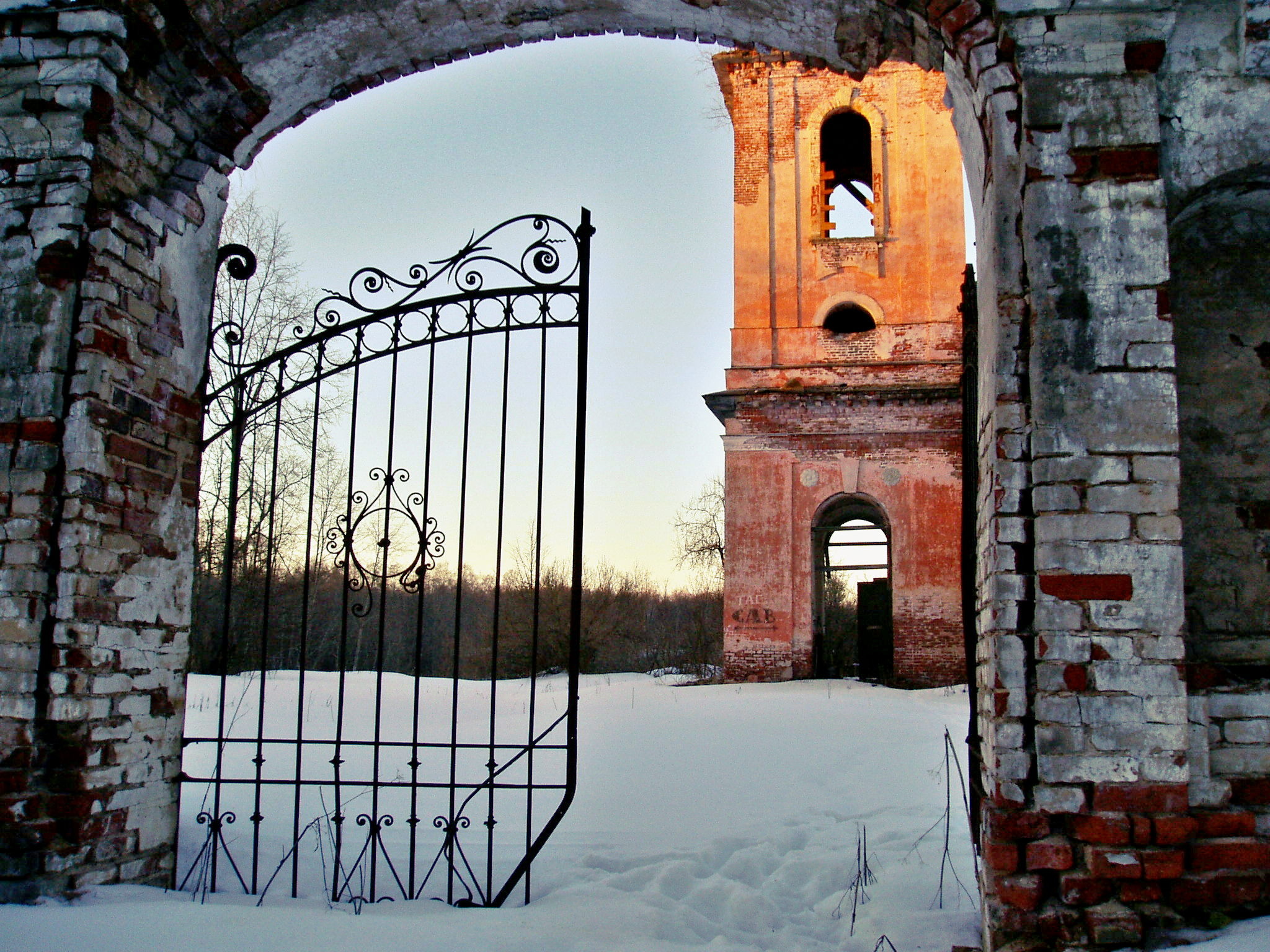
Церковные ворота и ограда

## Улицы
Адмирала Черкасова, Липовая, Придорожный переулок, Счастливая, Троицкая.